# Mini PCI

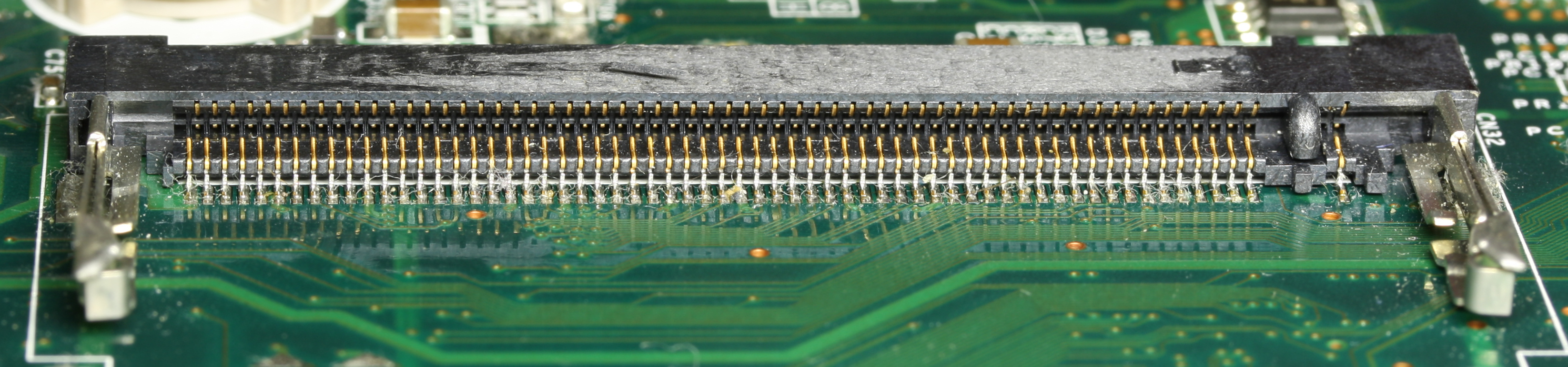
En mini PCI-kortplats för typ IIIA och IIIB

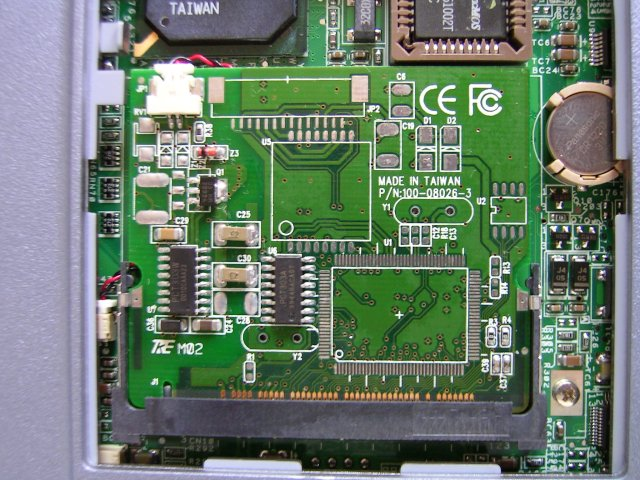
En mini PCI-kortplats med insatt mini PCI-kort (typ IIIA)

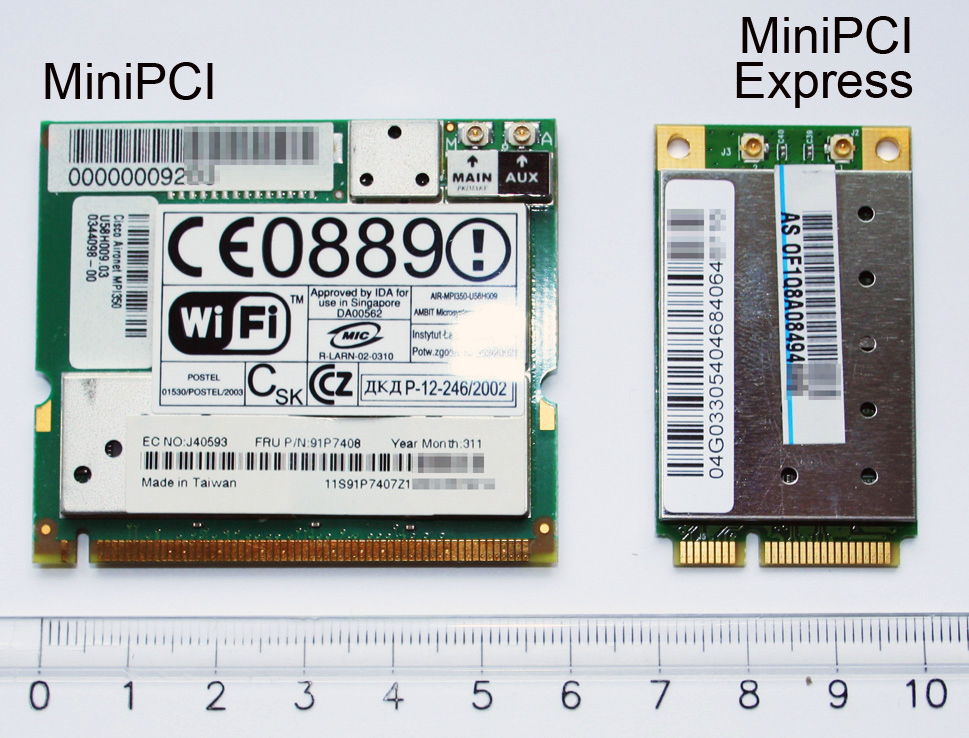
Jämförelse mellan ett mini PCI-plug-in-kort (typ IIIA) och med ett mini PCI Express-plug-in-kort

Mini PCI är en standard för en databuss för tillkoppling av perifera enheter till en dators moderkort och är en anpassning av PCI-standarden. Den är designad för laptops och andra mindre enheter.